# 窩瓦河蒸氣船運

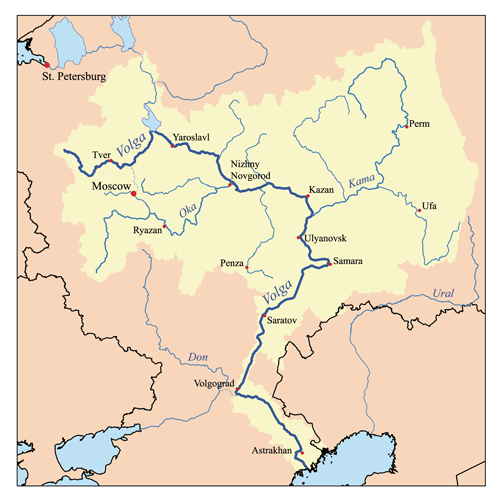
窩瓦河航運地圖

窩瓦河流域是歐洲最長的河流，也是歐洲大陸主要的貿易命脈之一。蒸汽引擎技術的引進讓得更多的貨物可以被運輸到窩瓦河上游。窩瓦河首次開始有蒸汽輪船航行是在1821年。

## 歷史

### 窩瓦河船夫

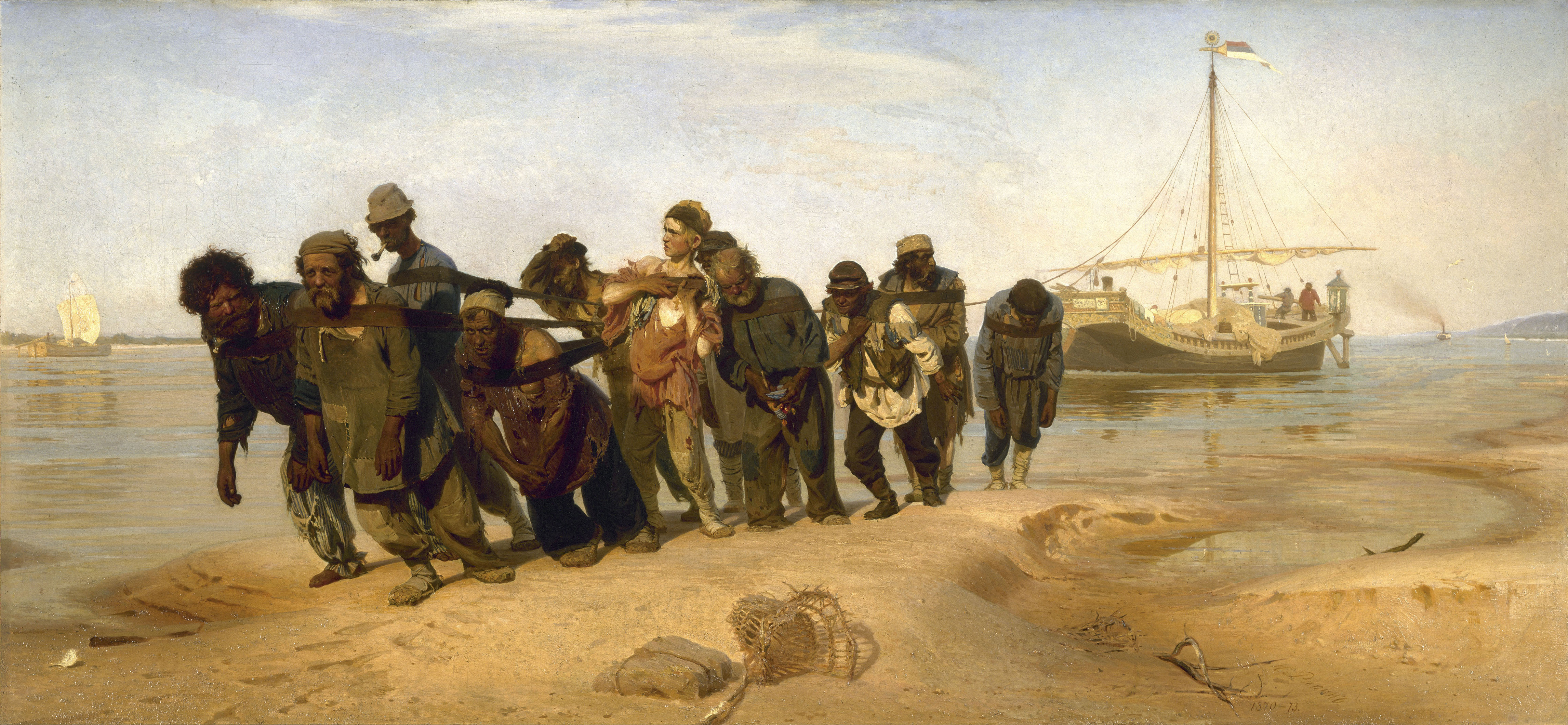
伊利亚·列宾，《窩瓦河船夫》

在出現動力之前，有成千上萬的縴夫或稱為窩瓦河船夫，是採用拖船將貨物送至窩瓦河及其支流，但是這種牽引方式已經消失了，逐漸轉為馬匹牽拉。不過到了1840年代之後，蒸汽輪船取代獸力成為主要的運輸方式。

### 第一艘輪船

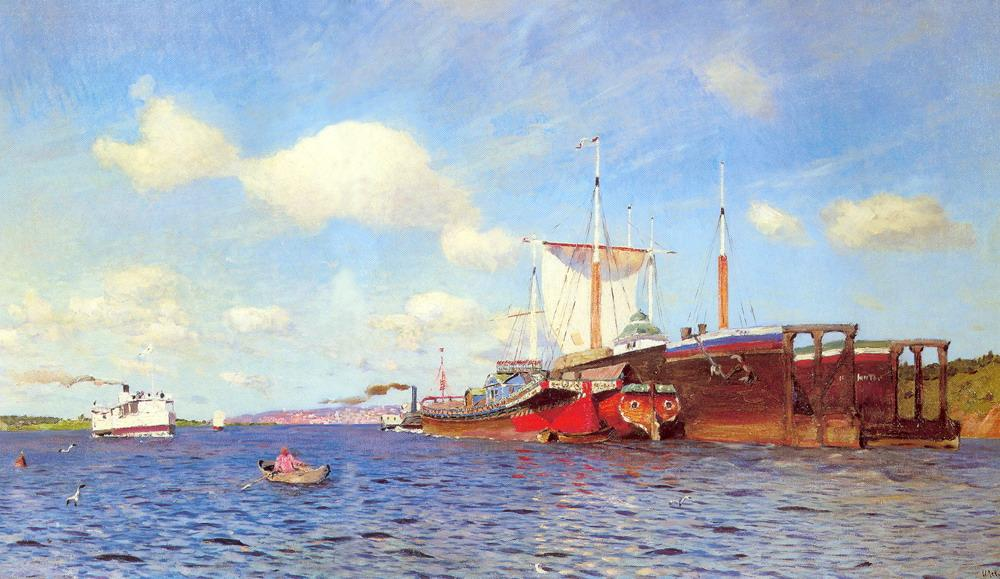
窩瓦河蒸氣船運的繪圖

在1843年，沙皇尼古拉一世頒發許可證給予窩瓦河運公司，直至蘇聯接管之前，窩瓦河河運都屬於伏爾加艦隊專責營運，不過到了1846年才有輪船到達窩瓦河上游的萨马拉。下諾夫哥羅德是窩瓦河河運最主要的轉運站。雖然第一艘蒸汽輪船出現在窩瓦河是在1821年，不過到了1845年，蒸汽輪船才開始承擔最主要的河運動能。而第一艘美國輪船駛入窩瓦河則須等到1872年。

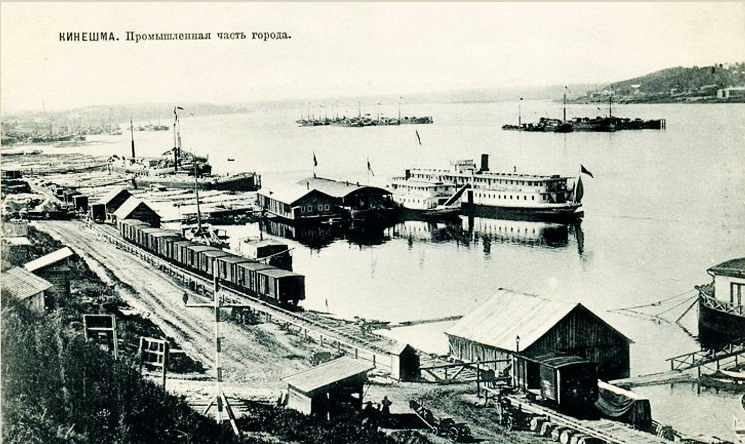
基涅什马是窩瓦河畔轮船和铁路連接所在地，拍攝於1900年

當時有成千上萬的輪船在窩瓦河上航行，更不用說小型的船筏。許多蒸汽輪船使用重油或是石油加工廢料作為燃料。到了1870年，俄羅斯在下諾夫哥羅德建立了第一个开放式炉，隨後第一艘雙層蒸汽輪船佩瑞福鹿特在一年後就被建造出來。1913年時，這個造船廠也建造出散装干货船達尼利卡，1849到1918年之間這間造船廠總共建造489出艘船隻。另外根據統計，1913年，有超过5000艘大小船隻在窩瓦河中航行。

## 商業輪船引擎

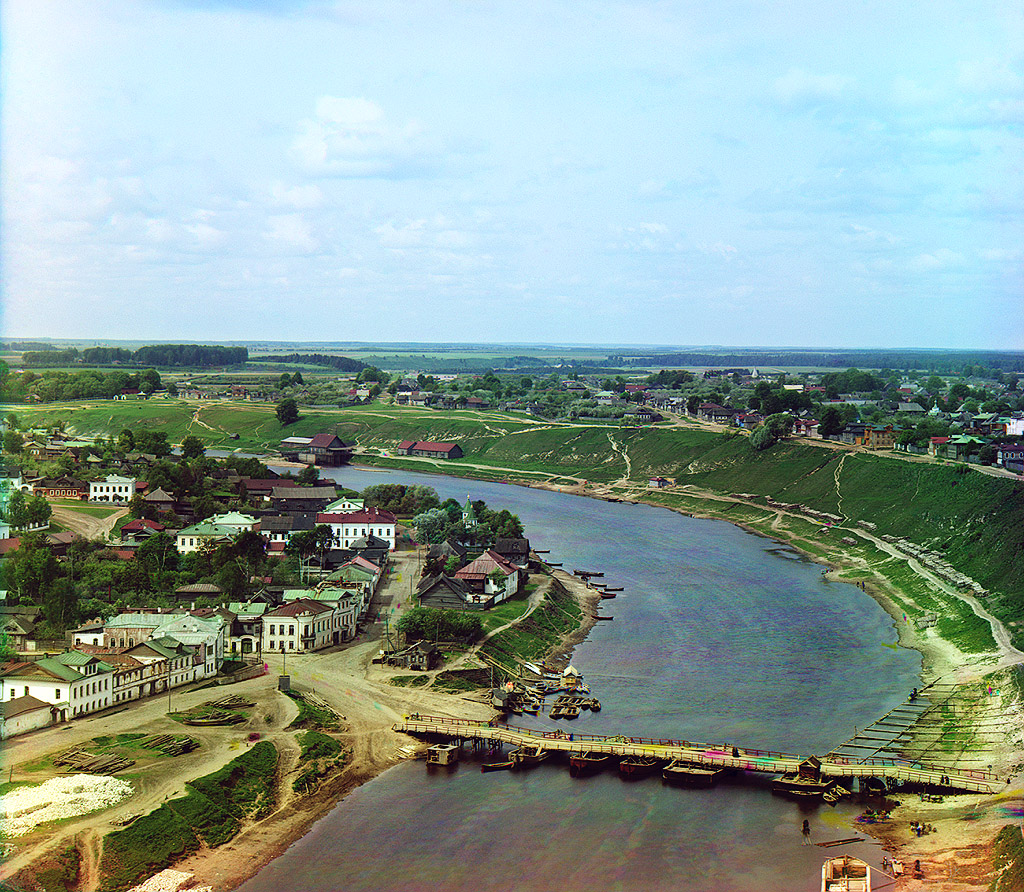
窩瓦河河畔的勒热夫 ，攝於1910年

巴塔謝夫蒸汽輪船是世界相當著名的輪船，由波多夫公司所生產，也是大多數窩瓦河輪船所使用的船隻。波多夫第一座工廠於1815年建於聖彼得堡，專注於海洋設備的設計，不過到了1850年才開始建造小型戰艦，並且在葛勒妮島租借船廠進行十年的戰艦建造。同時大量的裝飾雕塑創作在19世紀初期也從這座鑄造廠被打造出來，包括为喀山大教堂、圣以撒主教座堂和亞歷山大柱，其他部分包括网、台灯、装饰和结构组件，用于桥梁、宫殿以及公共建筑。

### 貨物
窩瓦河是歐洲也是俄羅斯主要的交通要道，也因為如此，許多貨物由此運輸，運輸包括從頓巴斯地區來的煤、铁矿石、木材、小麦、鱼类、西瓜、机械、水泥、石灰石和石油。
阿爾弗雷德·諾貝爾在巴庫建造了50艘左右的輪船，主要用於運送裏海的石油，除此之外還有一艘凡都號，建於1903年的這艘船可能是第一艘以柴油為動力的船隻。卡爾·哈格林是一位窩瓦河老兵，1902年提出將窩瓦河建議將柴油發動機與河川駁船聯繫起來，藉由窩瓦河直接串連到聖彼得堡和芬蘭來運輸石油。俄羅斯也使用窩瓦河運送大量木頭出口到歐洲之外，300英尺（91米） 長與1000噸的船隻也被建造出來去運輸這些木頭。

### 窩瓦河河運問題
繁忙的河運，在1897年紐約時報有報導到有兩艘蒸汽輪船相撞而沉沒，造成40人在窩瓦河溺斃，由於河水對於河岸的侵蝕與河底泥沙的堆積，所以一直以來，窩瓦河的河岸與陸地都被迅速的侵襲，造成城鎮和裝貨港口不斷向後移動，而河流淤積也是一大挑戰。

### 蘇聯時代

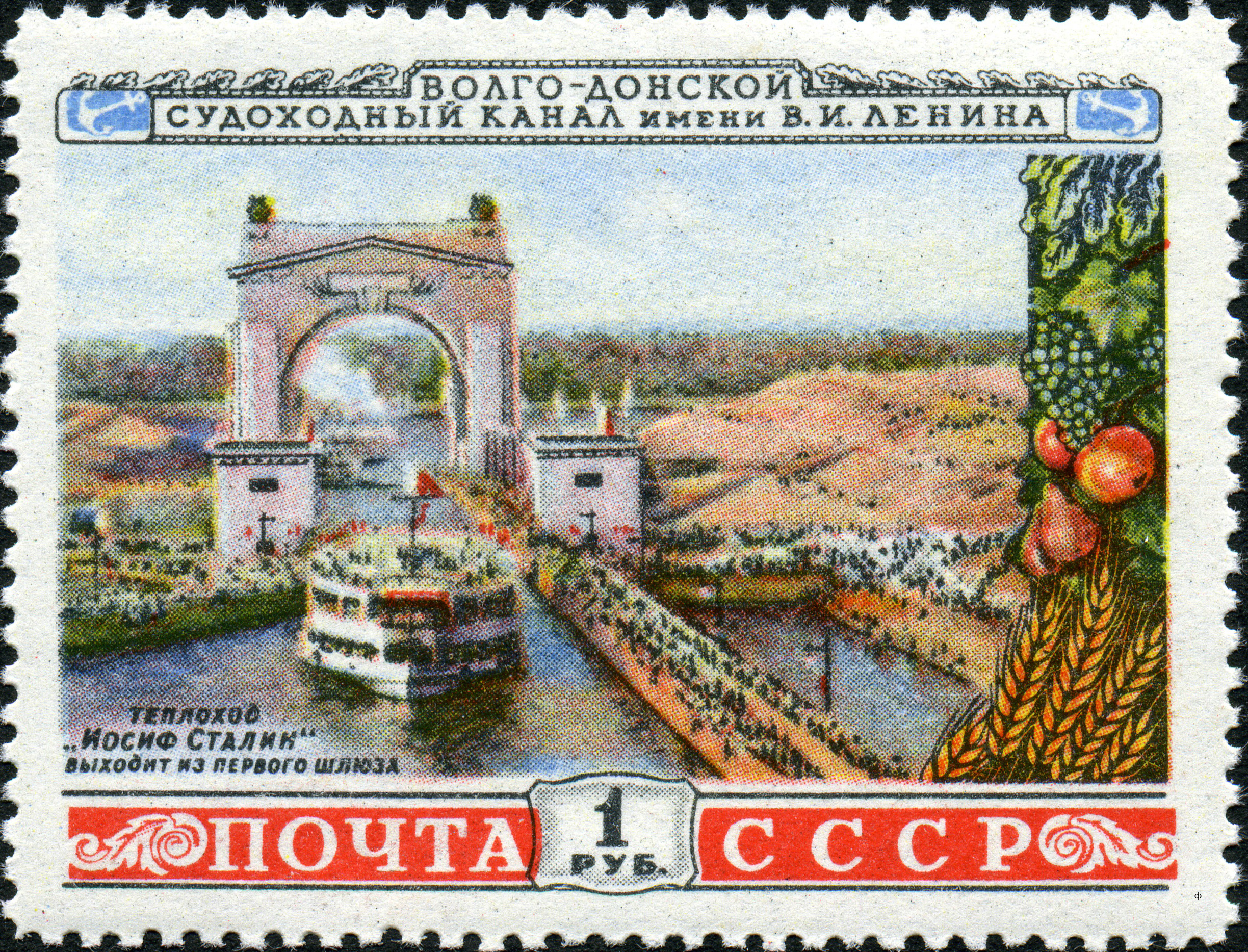
苏联的邮票，圖中的蒸汽船是約瑟夫·斯大林號，攝於1953年。

俄國內戰期間有許多船隻被改造成武裝船隻，其中蘇聯紅軍和俄國白軍也曾在河上發生小型戰鬥，到了1921年俄羅斯飢荒，窩瓦河河運也成為逃離這個悲慘年代的出口 ，之後也成為蘇聯重建基礎建設重要的來源，蘇聯時代窩瓦河運輸也是國有化經營。

### 第二次世界大戰之後
在斯大林格勒战役開始之際、德意志國防軍到達這個城市之前，納粹德國空軍已經開始打擊蘇聯的河運交通，使得重要物資無法由此進入，也因此快速戰領史達林格勒地區。光是在1942年7月25到31日之間短短一星期之內，總共有32蘇聯船隻沉沒、9艘被攻擊的無法使用。
然而蘇聯在史達林格勒戰役也展現頑強抵抗的企圖心，其中一艘拖船夸諾福鐵特在德軍的機槍下運載人員、物資以及彈藥，最終因為損壞過重而不得不放棄這艘船隻，除此之外，一艘醫療船也被德軍轟炸11次。另外1942年7月27日一艘名為葛斯特爾的油輪跨越河岸並成功將油料彼岸進行補給，也因此葛斯特爾也被稱為橫跨河流的兩岸的代稱，不過船隻也因此遭受嚴重傷害，但在全體組員的修復下讓船隻得以運作，後續這艘船的艦長瓦西里耶維奇·沃羅比耶夫也因為這項英勇事蹟被授予紅旗勳章，不過到了1942年10月中，葛斯特爾也被擊沉。到了1942年9月，蘇聯使用渡輪強行運送數百名士兵、坦克到達戰場前線。
原先蘇聯在第二次世界大戰之前就計畫建造許多大壩、運河、水力發電廠，不過礙於戰爭，許多計畫都被推遲，當然控制河川淤積是首要目標，主要是為了讓更大噸位的船隻得以運行，伏爾加-頓河運河、伏爾加─波羅的海水路都是在那個時代背景下被建成的。河流上的大部分船隻都是明輪式的，直到1950年為止，窩瓦河河運都是以此為主流。隨著新的水文和水利工程進行，新的船隻也逐步被建造，只有很少數的蒸汽船倖存下來，時至今日，窩瓦河的船隻主流是柴油巡航船和柴油拖船。

## 參著書目
來源
- Bartlett, George H., “To Samara from Moscow, via Nizhni and the River Volga”, The Harvester world, Volumes 2-3, (published by International Harvester Co.) (1910), at page 22. （页面存档备份，存于） (accessed 07-04-11). (describes a trip by steamboat by a salesman for International Harvester Co. on the Volga river in 1910.)
- Ellis, William T., “Voyaging on the Volga Amid War and Revolution”, National Geographic Magazine, Volume 33 (1918), page 245 （页面存档备份，存于）. (accessed 07-04-11)
- Gardiner, Robert; Greenway, Ambrose (1994). The golden age of shipping: the classic merchant ship, 1900–1960. Conway Maritime. ISBN 0-85177-567-5.
- Graebner, Walter, “1000 Miles up the Volga, Life magazine, September 7, 1942, at page 2 （页面存档备份，存于） (accessed 07-04-11) (describes journey on Volga River during World War II).
- The Beginning of the Road: The Story of the Battle for Stalingrad, London, 1963.[9]
- Thomas, Donald E. (2004). Diesel: Technology And Society In Industrial Germany （页面存档备份，存于）. University of Alabama Press. ISBN 0-8173-5170-1.
- Tolf, Robert (1976). The Russian Rockefellers: the saga of the Nobel family and the Russian oil industry （页面存档备份，存于）. Hoover Press. ISBN 0-8179-6581-5.
- United States Dept. of Commerce, Special Consular Reports, Vol 13, Issue 1, page 394 （页面存档备份，存于） (accessed 07-04-11) (summarizes steamboat, routes, and fares on the Volga River and tributaries as of 1895)
- 本条目包含来自公有领域出版物的文本: Chisholm, Hugh (编).  (第11版). London: Cambridge University Press. 1911.
- CIA. Soviet Shipping. Washington. 1950.

## 外部連結
- 窩瓦河蒸氣船運之輪船照片
- 弗拉基米爾·吉爾亞羅維斯基 我的旅程 （页面存档备份，存于）